# 狂ったメス
『狂ったメス』（くるったメス、Corruption）は1968年に公開されたイギリスのホラー映画。映画『顔のない眼』と『美女の皮をはぐ男』の一部を翻案した作品である。監督はロバート・ハートフォード＝デイヴィス。出演はピーター・カッシングなど。別題は『殺人療法』。

## キャスト
| 役名               | 俳優                   | 日本語吹替 |
| ------------------ | ---------------------- | ---------- |
| ジョン・ローワン卿 | ピーター・カッシング   | 横森久     |
| リン・ノラン       | スー・ロイド           | 平井道子   |
| スティーブ・ハリス | ノエル・トレヴァーゼン | 小林修     |
| ヴァル・ノラン     | ケイト・オマラ         |            |
| 痴漢               | デヴィッド・ロッジ     |            |
| マイク・オーム     | アントニー・ブース     |            |

※日本語吹替：テレビ版・初回放送1973年8月12日『日曜洋画劇場』